# Nyssodrysternum efflictum
Nyssodrysternum efflictum là một loài bọ cánh cứng trong họ Cerambycidae.